# Signatura (codicologia)

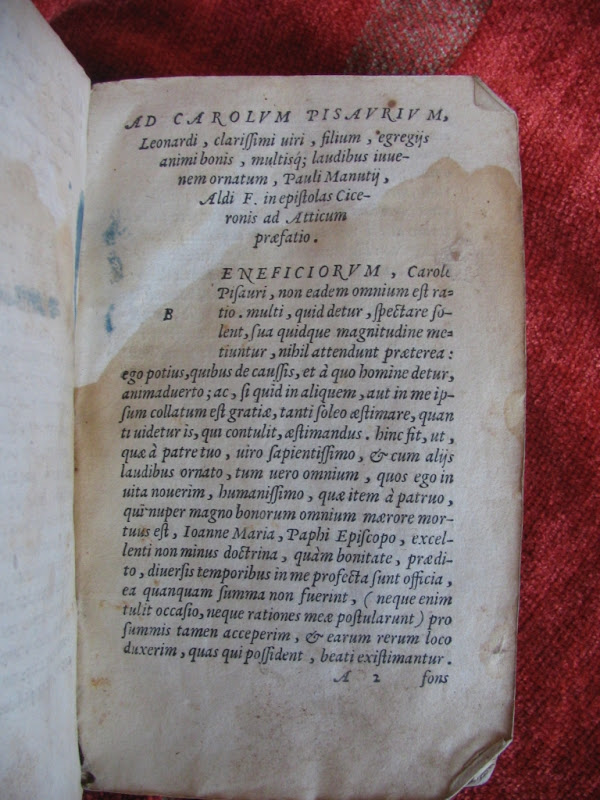
Pàgina d'un llibre del amb signatura tipogràfica: A 2

La signatura és un senyal que serveix per indicar l'ordre dels plecs o quaderns d'un còdex, manuscrit o llibre imprès per a poder-los relligar en l'ordre correcte, ja que no se solien numerar ni les pàgines ni els folis. En general consisteix en una lletra i un nombre que apareixen en la part inferior dreta del recte de les primers fulls (fins a la meitat) de cada quadern o plec.

## Gramàtica de Mates
La Gramàtica de Mates (si s'arriba a un acord sobre la data del colofó de 1468) Hans Gherlinc seria el primer en haver emprat signatures als set quadernets que la componen (60-2 fulls): a-aii (8 fulls)-b-bii (8 fulls)-c-cii (8 fulls)-d-dii (8 fulls)-e-eii (8 fulls)-f-fii (8 fulls)-[g]-gii-giii (12-2 fulls). Be de fet només té 6 signatures, ja que li manquen dos fulls en blanc de la "g").

## Mides de llibres

Diferents tipus de plegat d'un quadern

D'una forma general i depenent de la mida del full inicial (encara que n'hi ha d'altres):
| - | in-plano | in-folio  | in-4°     | in-8°       | in-16       | in-18       |
| - | -------- | --------- | --------- | ----------- | ----------- | ----------- |
| - | 63 × 90  | 45 × 63   | 31,5 × 45 | 22,5 × 31,5 | 15,7 × 22,5 | 15 × 21     |
| - | 55 × 70  | 35 × 55   | 27,5 × 35 | 17,5 × 27,5 | 13,7 × 17,5 | 11,6 × 13,8 |
| - | 50 × 65  | 32,5 × 50 | 25 × 32,5 | 16,2 × 25   | 12,5 × 16,2 | 10,8 × 16,6 |
| - | 45 × 56  | 28 × 45   | 22,5 × 28 | 14 × 22,5   | 11,2 × 14   | 9,3 × 15    |
| - | 40 × 52  | 26 × 40   | 20 × 26   | 13 × 20     | 10 × 13     | 8,6 × 13,3  |
| - | 36 × 46  | 23 × 36   | 18 × 23   | 11,5 × 18   | 9 × 11,5    | 7,7 × 12    |